# 미국 자유법
미국의 자유법(USA Freedom Act)은 2013년 에드워드 스노든(Edward Joseph Snowden)의 폭로사건 이후, 2001년 제정된 미 애국법(US Patriot Act)의 CIA, NSA 등 정보수집기관의 통화감찰, 통신기록권한과 해외정보감시법(FISA)의 무차별적 정보수집권한 등 인권침해 논란이 지속되었다.
이후 애국법 한시조항의 만료기한인 2015년 5월 논란이 되었던 정보수집권한의 일부를 제한하는 조건으로 자유법(Freedom Act:Uniting and Strengthening America by Fulfilling Rights and Ending Eavesdropping, Dragnet-collection and Online Monitoring Act)이 통과되었다.